# Justine Shapiro

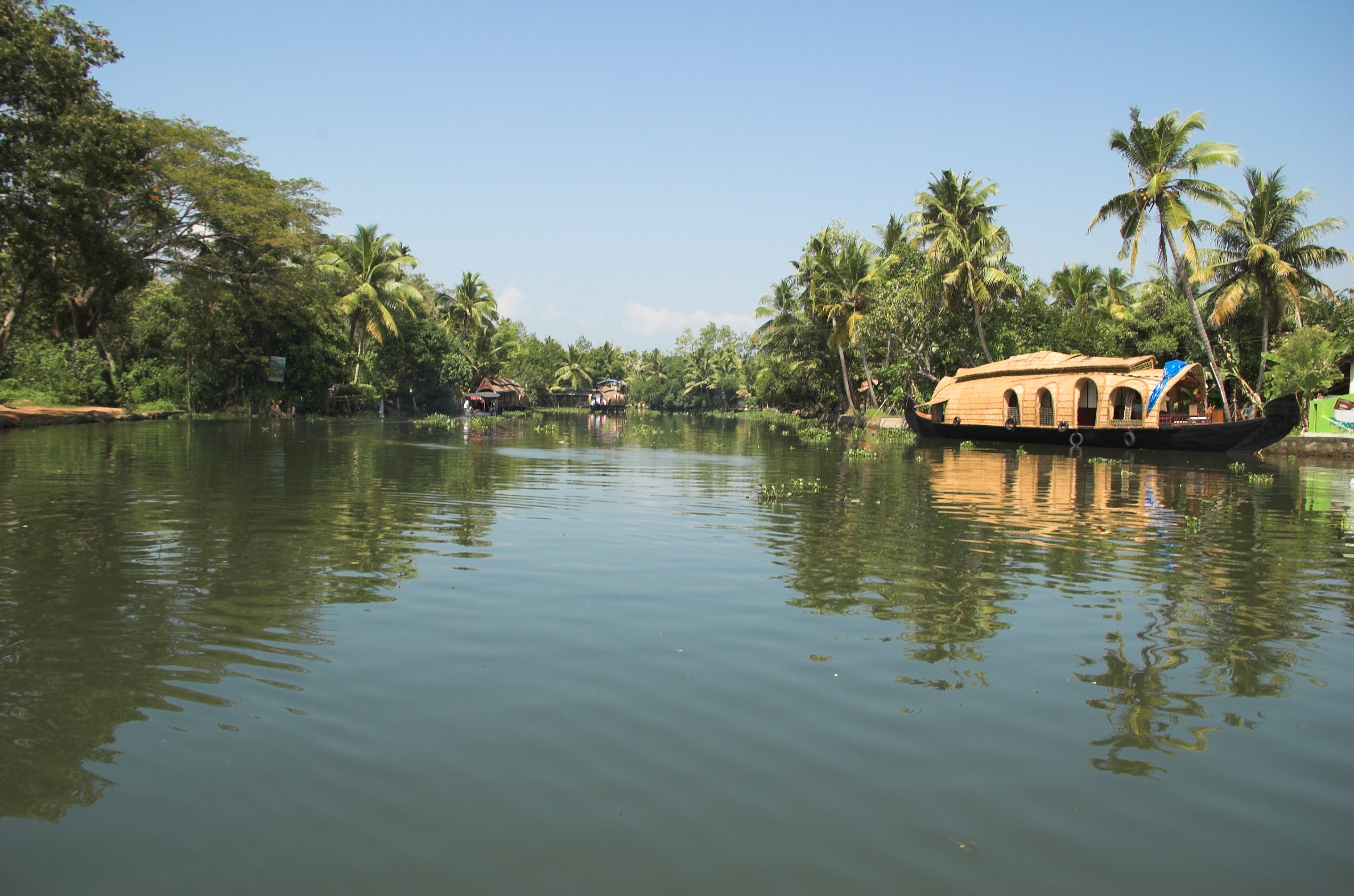
As águas represadas de Kerala, um dos lugares visitados pela apresentadora na série Mochileiros

Justine Shapiro (África do Sul, 20 de março de 1963) é uma diretora e produtora de filmes, atriz e um dos ex-apresentadores da série de aventuras de viagem Mochileiros, produzida pela Pilot Productions e exibida no Brasil pelo canal a cabo People & Arts. Independentemente, co-produziu e dirigiu os documentários, Promises (1995) e Our Summer in Tehran (2009).

## Primeiros anos
Nascida na África do Sul, ela mudou-se com a família aos três anos de idade para Berkeley, Estados Unidos, onde cresceu.

## Carreira
Como apresentadora, Shapiro ficou conhecida pela maneira direta, bem humorada e crítica com que analisava os países visitados na série televisiva Mochileiros (originalmente conhecida no Brasil como Planeta Solitário), exibida pelo People & Arts. Sua participação em mais de trinta episódios da série a levou a lugares como Benim, Argentina, África do Sul, Belize, Turquia, Cidade do México, Malásia, Índia, China, Burquina Fasso e Mali, entre outros.
Em 1995 produziu o documentário independente intitulado Promises, o qual mostrou sete crianças israelenses e palestinas de Jerusalém sob uma ótica humanística, em vez de focar na temática do conflito israelo-palestino. O filme recebeu um Emmy como melhor documentário. Já em 2009, produziu Our Summer in Tehran, documentário que foi exibido em vários festivais de filmes mundo afora, entre eles o das Nações Unidas.
Como atriz participou dos filmes Solo Dios Sabe (2006), Baixa Califórnia – o Limite do Tempo (1998), Disposto a Tudo (1994), SeaQuest DSV (1993), A Case for Murder (1993) e Storyville – um Jogo Perigoso (1992).

## Vida pessoal
Graduada pela Universidade Tufts, de Boston, com a distinção Magna cum laude, com honras em história e teatro, após a formação foi estudar teatro em Paris durante dois anos. De volta a Los Angeles, participou de alguns filmes e programas televisivos.
Shapiro é um dos sobreviventes do acidente aéreo do World Airways Flight 30 no Aeroporto Internacional de Boston em 23 de janeiro de 1982. Ela foi casada com o diretor mexicano de filmes Carlos Bolado, com quem teve o filho Mateo, um dos atores de Our Summer in Tehran.